# Svět, který stvořil Jones
Svět, který stvořil Jones (1956, The World Jones Made) je druhý sci-fi román amerického spisovatele Philipa K. Dicka.

## Obsah románu
Děj románu je situován do budoucnosti do roku 2002, kdy po zničující světové válce vznikla federální světová vláda, která ustanovila úřední filosofii tzv. relativismu. Ten vychází z toho, že původcem zla jsou ideologie, takže hlásání jakéhokoliv názoru vnucovaného jiným je trestné. Tento systém naruší Floyd Jones, který je pravděpodobně v důsledku mutace, vyvolané ničivými atomovými zbraněmi ve válce, obdařen schopností vidět rok do budoucnosti. V krátké době se z jarmarečního jasnovidce stane prorokem, protože dává lidem, deprimovaným právě skončenou válkou to, po čem touží ze všeho nejvíce – sen.
Jonese sleduje tajný federální agent Doug Cussick, ale ani on nezabrání tomu, že je federální vláda svržena a Jones se stává vůdcem společnosti, založené na jeho kultu osobnosti. Předpoví také, že se na Zemi objeví velké mimozemské jednobuněčné organizmy a vyzve lidi, aby je hubili. Zfanatizuje také celé davy pro vesmírné výpravy, ale není schopen předvídat, že tragicky selžou. Když si uvědomí, že jeho výzva k zabíjení zcela neškodných mimozemských tvorů byla chybná, a že povede k izolaci pozemšťanů nadřazenou mimozemskou civilizací, která znemožnění lidskou expanzi do cizích solárních systémů a galaxií, je již pozdě.
Jones také předvídá svou smrt, ví, že jej zabije Doug Cussick. Nezabrání však tomu, protože tato událost nastane v době, kdy ještě veřejnost výpravám věří, takže za jejich selhání nebude viněn on, ale jeho vrah. Doug Cussick musí s rodinou uprchnout na Venuši, kde najde útulek v domě osmi geneticky modifikovaných lidí, které pro tento úkol připravila bývalá federální vláda.
Jones se stává mučedníkem, a přesto, že dovedl svět na pokraj záhuby, zástupy jeho uctívačů i po jeho smrti rostou.

## Česká vydání
- Svět, který stvořil Jones, Laser, Plzeň 2003, přeložila Hana Volejníková.